# María Victoria Morera
María Victoria Morera Villuendas (Madrid, 25 de maig de 1956 - 5 d'agost de 2020) fou una diplomàtica espanyola, des de març de 2017, ambaixadora d'Espanya a Alemanya.
Llicenciada en Dret, va ingressar en 1982 en la Carrera Diplomàtica. Va estar destinada en les representacions diplomàtiques espanyoles a Alemanya i Brussel·les. Va ser vocal assessora el 1994 i l'any 2000 va entrar al Gabinet de la Presidència del Govern. Va ser directora de l'Institut Cervantes de Brussel·les i Directora del Gabinet del Ministeri d'Afers exteriors, en època d'Ana Palacios. El maig de 2003 va ser nomenada Sotssecretària del Ministeri d'Afers exteriors i de setembre de 2004 a 2007 va ser ambaixadora d'Espanya a Bèlgica.
Des del 13 de gener de 2012 fins al seu nomenament com a ambaixadora a Alemanya va ser Directora General de Relacions Bilaterals amb Països de la Unió Europea, Països Candidats i Països de l'Espai Econòmic Europeu.